# Caroline Maximiliane Döbbelin

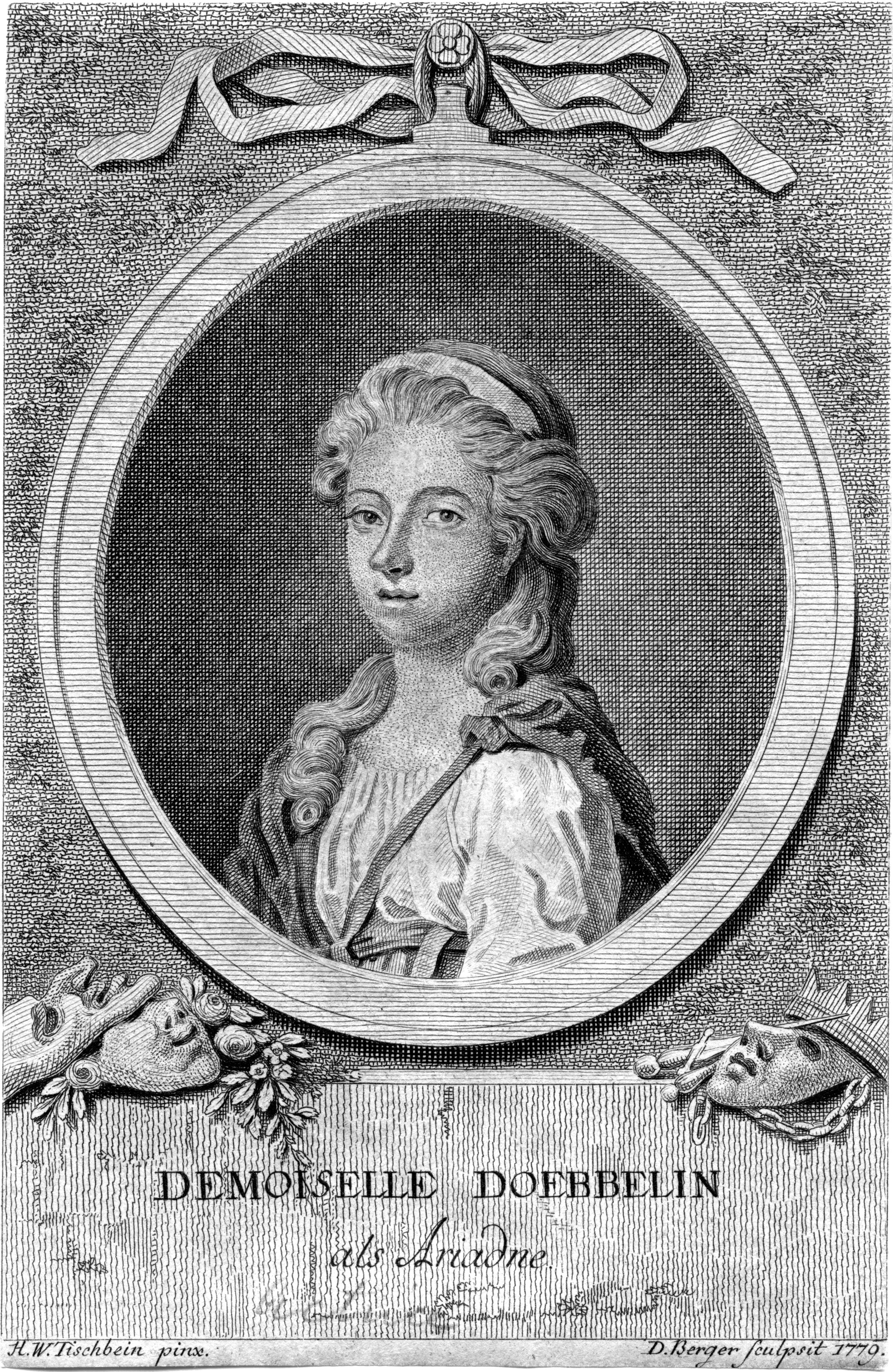
Demoiselle Doebbelin als Ariadne

Caroline Maximiliane Döbbelin (1758 in Köln – 1828 in Berlin) war eine deutsche Theaterschauspielerin.

## Leben
Döbbelin, Tochter des Schauspieldirektors Karl Theophil Döbbelin und Stieftochter der Katharina Friederike Döbbelin, spielte bereits 1762 in Kinderrollen bei Konrad Ernst Ackermann in Zürich, debütierte 1775 in Berlin als „Erixene“ (Die feindlichen Brüder).
Obwohl sie  von ihren Eltern vernachlässigt wurde, entwickelte sie ein schönes Talent, das sie zum Liebling des Publikums machte. Eine zunehmende Körperfülle und eine wenig klangvolle Stimme zwangen sie noch im jugendlichen Alter, aus dem Liebhaberinnenfach in das der Alten überzugehen. 
Kokette alte Jungfern, Betschwestern, zänkische Weiber etc. gab sie mit seltener Vollendung, doch mehr da, wo es sich mehr um komische als um ernste Charaktere handelte. Allerdings übertrieb sie manchen humoristischen Zug, vom Beifall dazu verleitet. Ein Augenleiden zwang sie zu einer Zwangspause von der Bühne für volle sieben Jahre.
Erst am 16. April 1812 konnte sie wieder als „Jungfrau Jacobe Schmalheim“ (Aussteuer) auftreten. Nachdem sie am 13. Juli 1812 ihr 50-jähriges Jubiläum gefeiert hatte, zog sie sich 1815 gänzlich von der Bühne zurück. Der König gewährte ihr eine namhafte Pension. Das alte Augenleiden brach wieder hervor und sie starb völlig erblindet 70 Jahre alt.